# Manganoxide

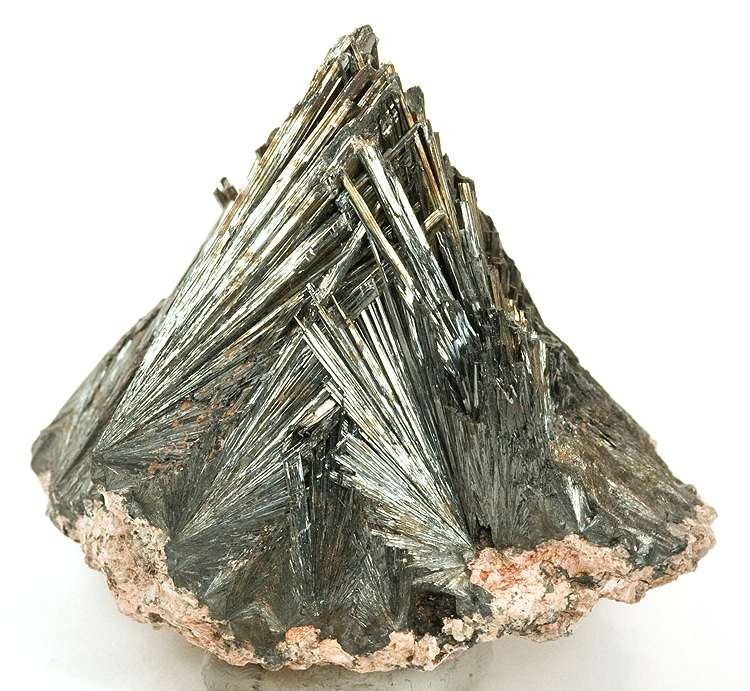
Das Mineral Pyrolusit als natürlicher Vertreter von Mangan(IV)-oxid

Manganoxide sind eine Stoffgruppe der anorganischen Chemie, deren Vertreter Verbindungen aus Mangan und Sauerstoff sind.

## Vertreter
Vertreter der Manganoxide sind das Mangan(II)-oxid, das Mangan(II,III)-oxid, das Mangan(III)-oxid, das Mangan(IV)-oxid (Braunstein), Mangan(II,IV)-oxid (Mn5O8) und das Mangan(VII)-oxid.

## Vorkommen
Diverse Manganoxide kommen natürlich als Minerale vor, dazu gehören Mangan(II)-oxid (Manganosit), Mangan(II,III)-oxid (Hausmannit), Mangan(III)-oxid (Bixbyit-(Mn)) und Mangan(IV)-oxid (Ramsdellit, Pyrolusit, Akhtenskit). 

## Herstellung
Beim Erhitzen auf 1000 °C an der Luft werden alle Oxide und Hydroxide des Mangans in Mangan(II,III)-oxid umgewandelt. Besonders effizient ist allerdings das Erhitzen von Mangan(IV)-oxid auf 1050 °C oder von Mangansulfat auf 1000 °C. Mangan(II)-oxid kann durch Erhitzen diverser Manganoxide und anderer Verbindungen (zum Beispiel Mangancarbonat) mit Wasserstoff erhalten werden. Mangan(II,IV)-oxid (Mn5O8) kann durch Erhitzen von Mangan(II,III)-oxid in einem Gemisch von Stickstoff und Sauerstoff oder durch Zersetzung von Mangan(III)-oxidhydroxid gewonnen werden. Mangan(III)-oxid kann unter geeigneten Bedingungen durch Zersetzung diverser anderer Manganverbindungen gewonnen werden, beispielsweise Mangan(II)-nitrat, Mangan(II)-carbonat, Mangan(II)-oxalat oder Mangan(IV)-oxid. Mangan(IV)-oxid kann gut durch Zersetzung von Mangan(II)-nitrat in einem Sauerstoff- oder Luftstrom gewonnen werden. Das hochexplosive Mangan(VII)-oxid ist durch Umsetzung von Kaliumpermanganat mit konzentrierter Schwefelsäure erhältlich.